# Блато (Корчула)

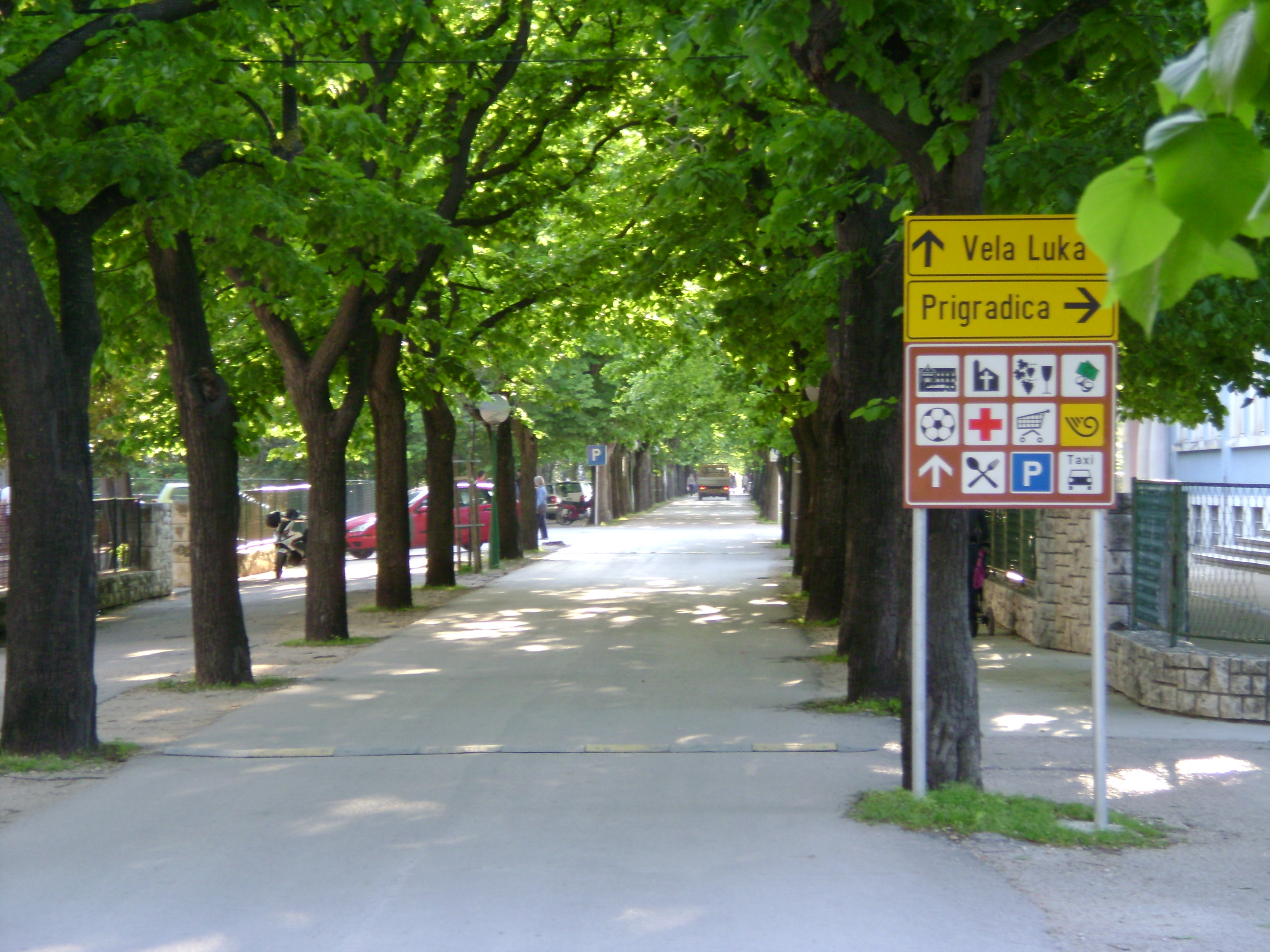
Блато

Бла́то (хорв. Blato — болото) — община в южной части Хорватии (в Далмации), расположенная на острове Корчула, на берегу Адриатического моря. Население — 3 680 чел. (на 2001 г.).

## Характеристика
Состав общины:
- Блато — 3 659 чел.
- Потирна — 21 чел.

Национальный состав (на 2001 г.):
- Хорваты — 3 622 (98,42 %)
- Сербы — 14 (0,38 %)
- Словенцы — 5 (0,14 %)
- Македонцы — 4
- Черногорцы — 3
- Боснийцы — 1
- Венгры — 1
- Украинцы — 1
- Прочие — 18 (0,49 %)
- Не определились — 11 (0,30 %)

## Климат
Тип климата — субтропический средиземноморский. Средняя температура января-февраля 10˚ C, июля-августа 20˚ C. Главная характеристика климата — тихое, длинное и сухое лето. Ливни как правило бывают осенью и поздней зимой. В июле наблюдается нехватка осадков.

## Экономика
Город специализируется на сельском хозяйстве, особенно на производстве вина. Оливковое масло, вино, рожковое и фиговое деревья — наиболее существенные товары Блато. В начале 20 в. община ежегодно производила на экспорт 1 тыс. телег вина и 20 фургонов оливково масла. Сейчас туризм играет более важную роль, нежели когда-то аграрный сектор. Сектор сферы обслуживания приносит гораздо больше доходов, к тому же в нём занято большая часть населения.

## Образование
- Начальная школа Блато
- Средняя школа Блато